# 大人数の集会
大人数の集会（おおにんずうのしゅうかい、英: mass gathering）は、開催しているコミュニティ、州、県、国、地域の計画と対応のリソースに負担をかけるほどの人数が参加するイベントである。
一般的な定義は以下の通り。
- 計画されたイベント（長期間または自発的に計画された）。
- 特定の人数（少なくとも1,000人）。
- 特定の場所、特定の目的（たとえば、社会的機能、公共イベント、スポーツなど）、一定の期間。
- 複数の機関の調整が必要。

en:Mass gathering medicineは、大人数の集会における健康リスクに焦点を当てる医学の新たな領域である。WHOは「Department of Global Alert and Response」を通して大人数の集会を主催する加盟国を支援し、大人数の集会を組織する国々からの多くのテクニカルサポートの要求を受けている。